# Хьовеланд
Хьовеланд (на нидерландски: Heuvelland) е селище в Северозападна Белгия, окръг Ипер на провинция Западна Фландрия. Населението му е около 8200 души (2006).